# 숲속왕국의 꿀벌 여왕
《숲속왕국의 꿀벌 여왕》(프랑스어: Drôles de petites bêtes)는 2017년에 공개된 프랑스와 룩셈부르크의 3D 애니메이션 모험 영화이다.

## 목소리 출연

### 프랑스어 성우진
- 에마뉘엘 퀴르틸 - 귀뚜라미 아폴로 역
- 케브 아담스 - 이 룰루 역
- 비르지니 에피라 - 말벌 위게트 역
- 안 틸루아 - 여왕벌 마르그리트 역
- 셀린 멜룰 - 벌 미레유 역
- 장필리프 장센 - 나비 시몽 역
- 뱅상 로피옹 - 루이 역
- 제레미 코빌로 - 스팽크스 역
- 마리샤를로트 르클레르 - 파리 파투슈 역
- 디디에 귀스탱 - 앵코니토 역
- 아르노 레오나르 - 크립통 장군 역
- 알렉상드르 뉘이옌 - 레옹 르부르동 역
- 피에르알랭 드가리그 - 아버지 페타르 역

### 우리말 성우진
- 최원형 - 귀뚜라미 아폴로 / 미키 역
- 장은숙 - 여왕벌 마가렛 역
- 안종덕 - 이 래리 / 헬리움 역
- 전진아 - 말벌 웬디 / 피오나 역
- 장경희 - 벌 베티 역
- 변종필 - 스핑스 역
- 박영화 - 대디붐 역
- 고성일 - 베니 / 인코그니토 역

### 영어 성우진
- 저스틴 롱 - 귀뚜라미 아폴로 역
- 케이트 메라 - 여왕벌 마가렛 역